# NGC 157
NGC 157 es una galaxia espiral localizada en la constelación de Cetus. El compilador del Nuevo Catálogo General, John Louis Emil Dreyer, señaló que NGC 157 era "bastante brillante, grande, extendido, entre 2 estrellas considerablemente brillantes". Fue descubierta el 13 de diciembre de 1783 por William Herschel.

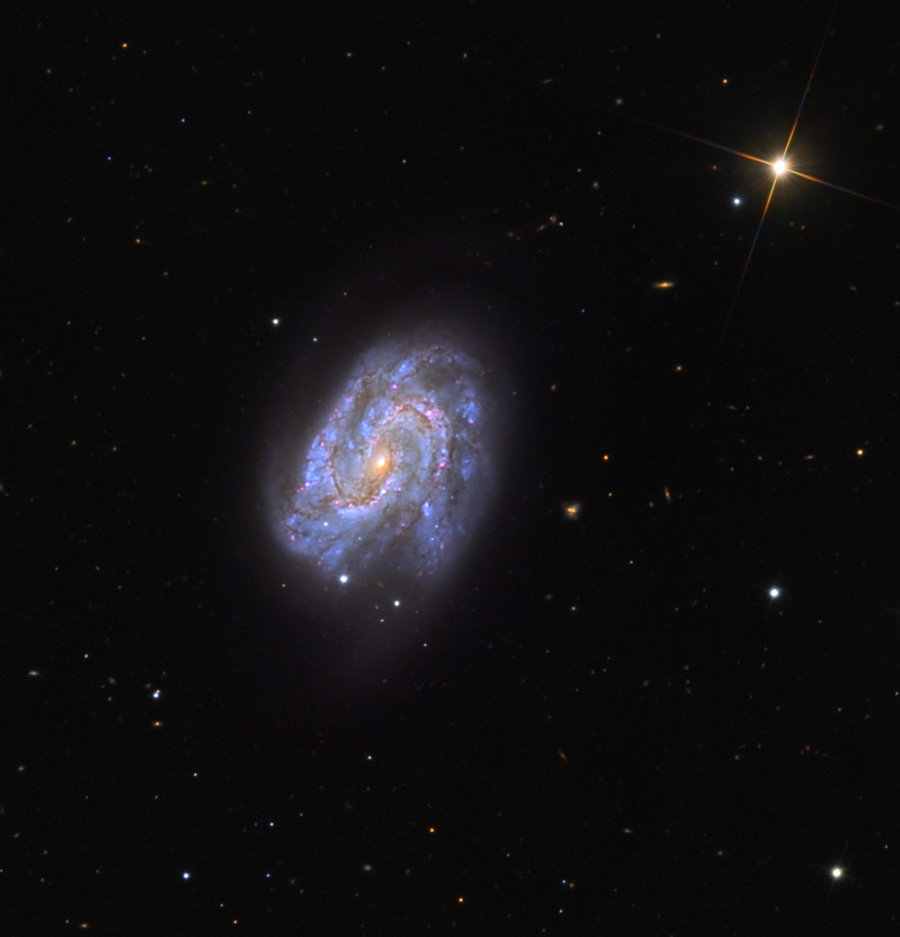
NGC 157 del Mount Lemmon SkyCenter utilizando el telescopio Schulman de 0,8 m